# Bükkszentmárton
Bükkszentmárton es un pueblo húngaro perteneciente al distrito de Bélapátfalva, condado de Heves.

## Superficie
Cuenta con una superficie de 8,26 km².

## Demografía
Hasta 2024 la población era de 315 habitantes, con una densidad de población de 38,13 hab/km².
| Gráfica de evolución demográfica de Bükkszentmárton entre 2020 y 2024 |
|                                                                       |
| Datos según la Oficina Central de Estadística de Hungría.             |